# Зоновское сельское поселение (Кировская область)
Зо́новское се́льское поселе́ние — муниципальное образование в составе Верхошижемского района Кировской области России.
Центр — село Зониха.

## История
Зоновское сельское поселение образовано 1 января 2006 года согласно Закону Кировской области от 07.12.2004 № 284-ЗО.

## Население
| 2010 | 2012 | 2013 | 2014 | 2015 | 2016 | 2017 |
| ---- | ---- | ---- | ---- | ---- | ---- | ---- |
| 314  | ↘293 | →293 | ↘278 | ↗280 | ↘274 | ↘251 |
| 2018 | 2019 | 2020 | 2021 |      |      |      |
| ↘243 | ↘229 | ↘224 | ↘202 |      |      |      |

## Состав
В состав поселения входят 2 населённых пункта (население, 2010):
- село Зониха — 314 чел.;
- деревня Ситники — 0 чел.